# 郑州内环路
郑州内环路是一条位于河南省郑州市旧城区的环形快速路。西起大学路，南经陇海路，过京广汽车站，东至紫荆山路，向北过金水路。内环路范围内是郑州人口密集、商业繁华的城市中心区域，郑州站接近大学路。